# Kněžice mlhovitá
Kněžice mlhovitá (Rhaphigaster nebulosa) je druh ploštice.

## Rozšíření
Areál druhu leží ve Středozemí a na východ zasahuje do střední Asie. Severní hranice areálu v Evropě prochází Německem a Polskem. Od 80. let se v Evropě šíří na sever.
Na území ČR je kněžice doložena již v 19. století. Ještě v 80. let 20. století šlo o velmi vzácný druh. Od 90. let se šíří a nyní je v ČR v teplejších oblastech a ve městech běžný. Početnost je silně závislá na venkovních teplotách, tuhé zimy mnoho jedinců nepřežije.

## Habitat
Kněžice mlhovité preferují teplé listnaté lesy, parky a zahrady.

## Popis
Tato kněžice může dosahovat délky 14-16 mm. Horní strana těla je šedohnědá, se světlým podkladem a černými skvrnami – proto působí „mlhovitým“ dojmem. Spodní strana těla je krémová s černými skvrnami. Zde se nachází krémově zbarvený trn, vybíhající ze zadečku k předním kyčlím.

### Možná záměna
Podobná je invazní kněžice mramorovaná (Halyomorpha halys), která také ráda sedá na budovy. Kněžice mlhovitá se liší mohutným trnem na spodní straně těla a mírně odlišným tvarem hlavy a štítu.

## Biologie
Kněžice mlhovité jsou polyfágní, živí se mízou z řady širokolistých dřevin, jako je bříza a líska (Betulaceae); planika (Ericaceae); buk a dub (Fagaceae); platan (Platanaceae); hloh, jabloň, švestka a jeřáb (Rosaceae); čirok (Poaceae); topol a vrba (Salicaceae); a jilm (lmaceae). Živí se také krátce mrtvým hmyzem, např. larvami brouků.
Koncem jara samice nalepí kolem 40 vajíček na různé části rostlin. Mladí jedinci mají na ochranu před predátory na zádech pachové žlázy; u dospělých se nacházejí na spodní straně hrudníku. Při ohrožení se uvolňuje silně zapáchající sekret.

## Galerie

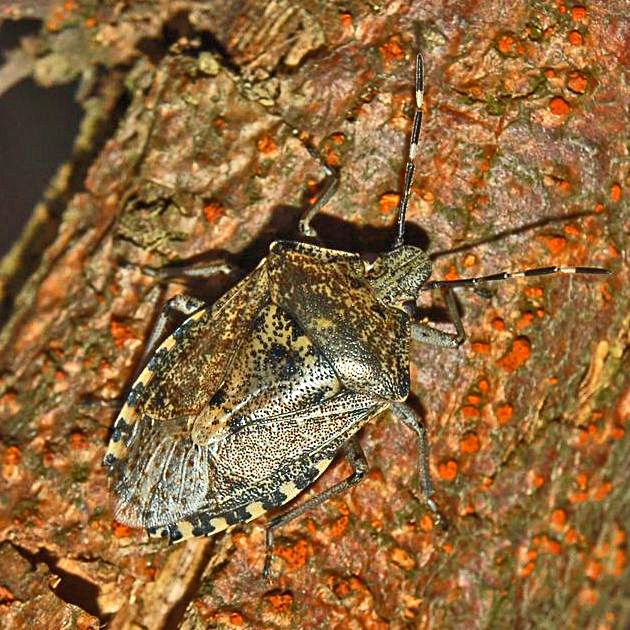
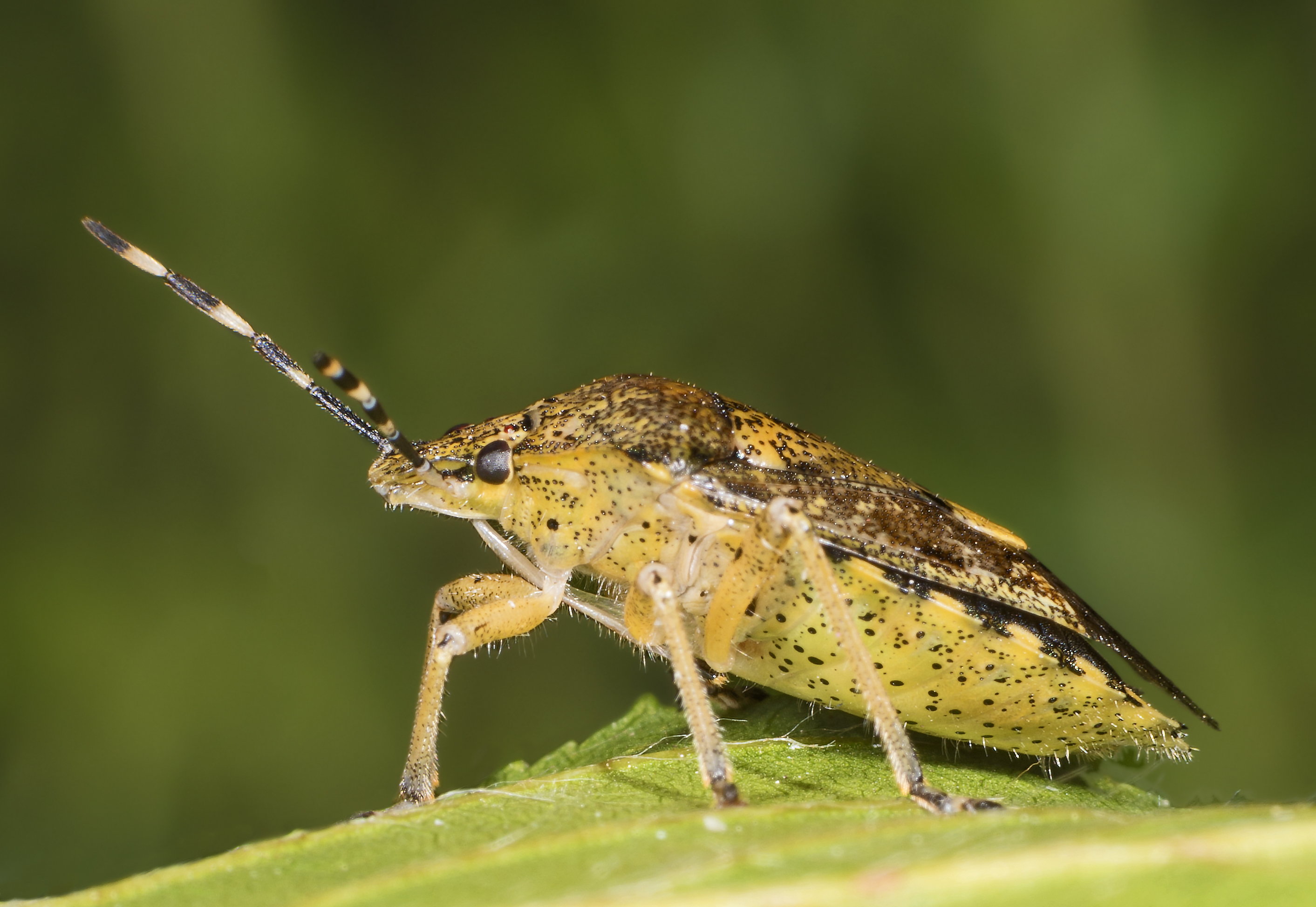
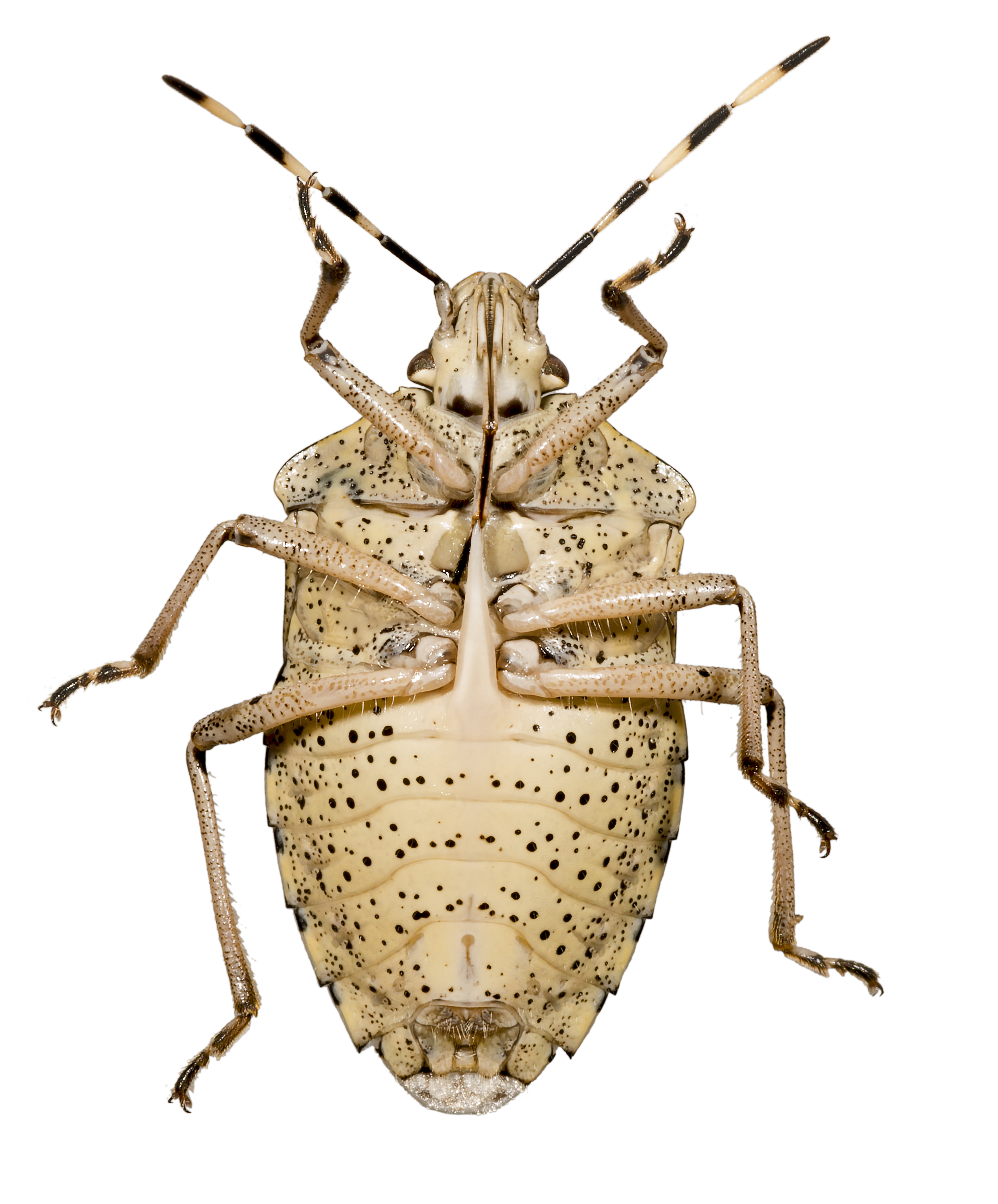
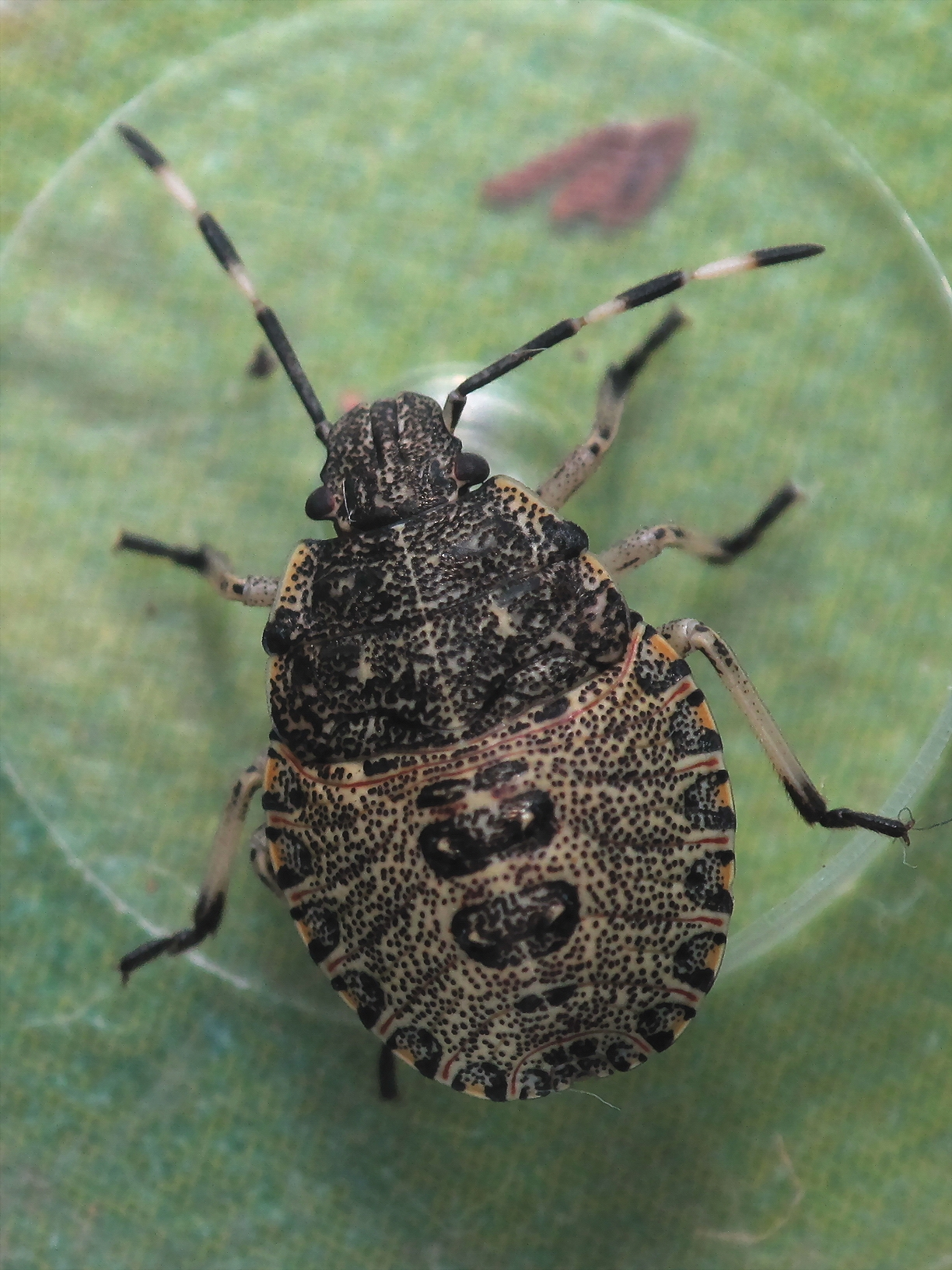
Nymfa raného instaru
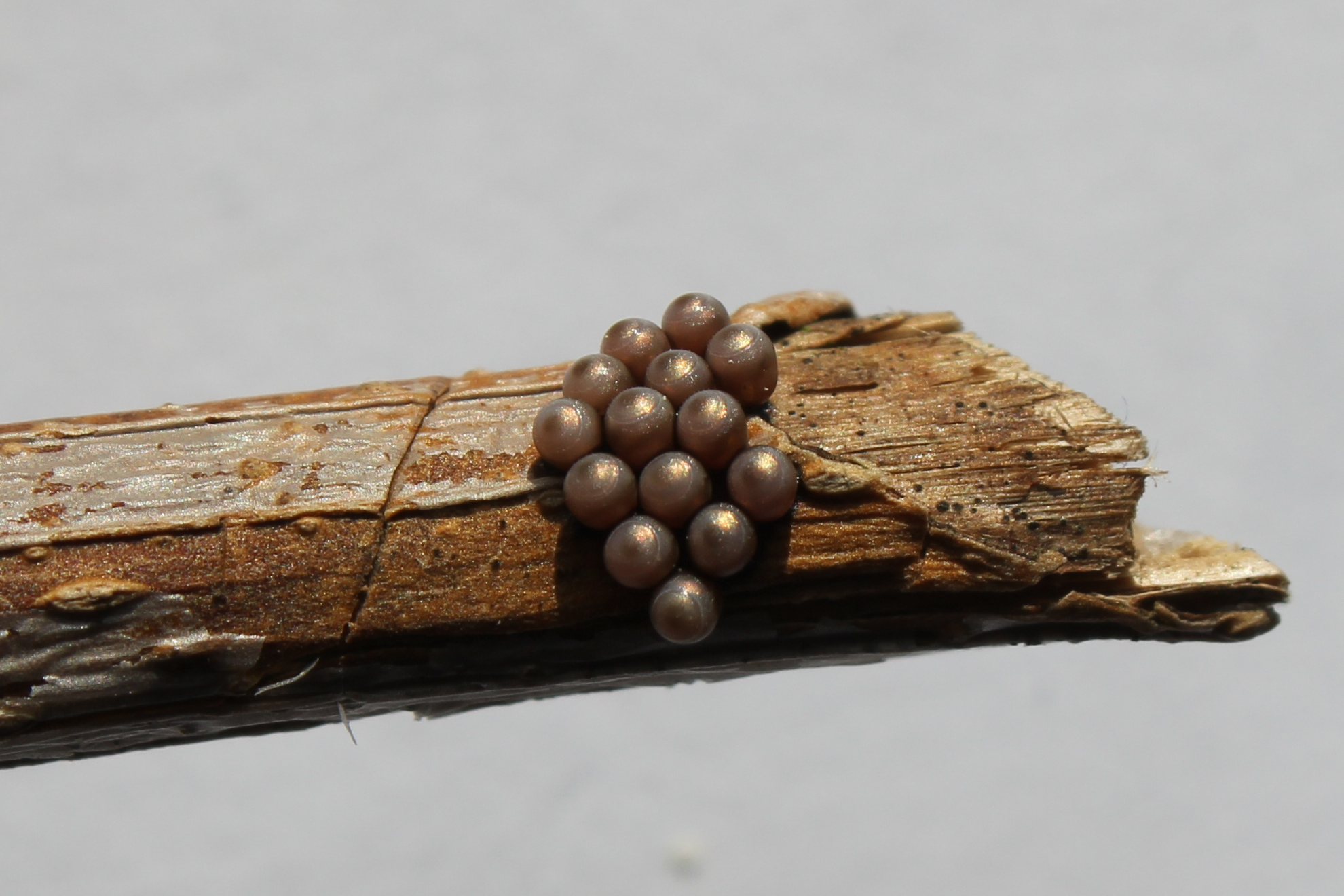
Vajíčka